# Deutsches Kolonialmuseum

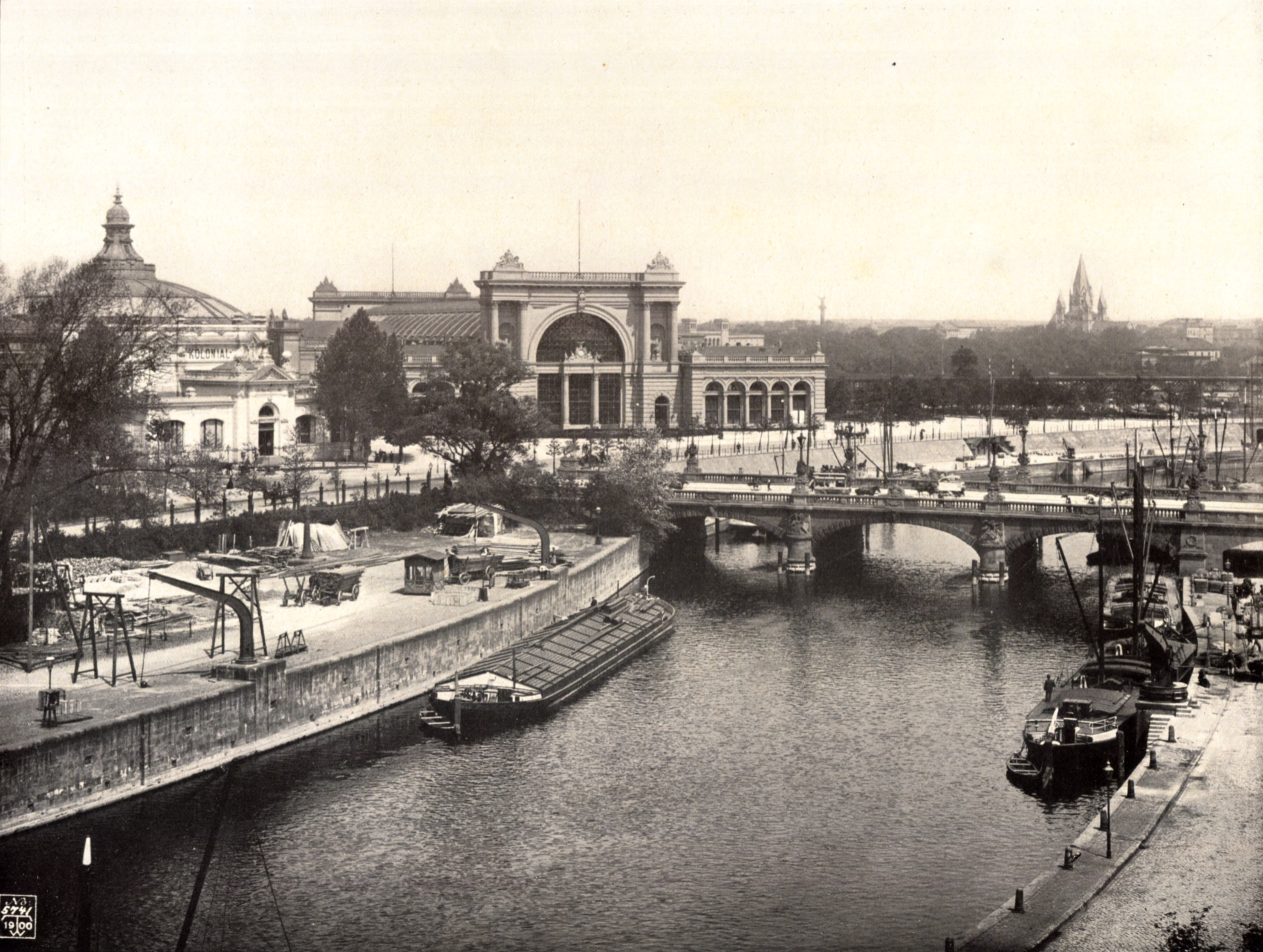
Deutsches Kolonialmuseum (links) neben dem Lehrter Bahnhof in Berlin, 1900

Das Deutsche Kolonialmuseum war ein von 1899 bis 1915 bestehendes Museum im Berliner Ortsteil Moabit, das über die deutschen Kolonien informierte.

## Geschichte

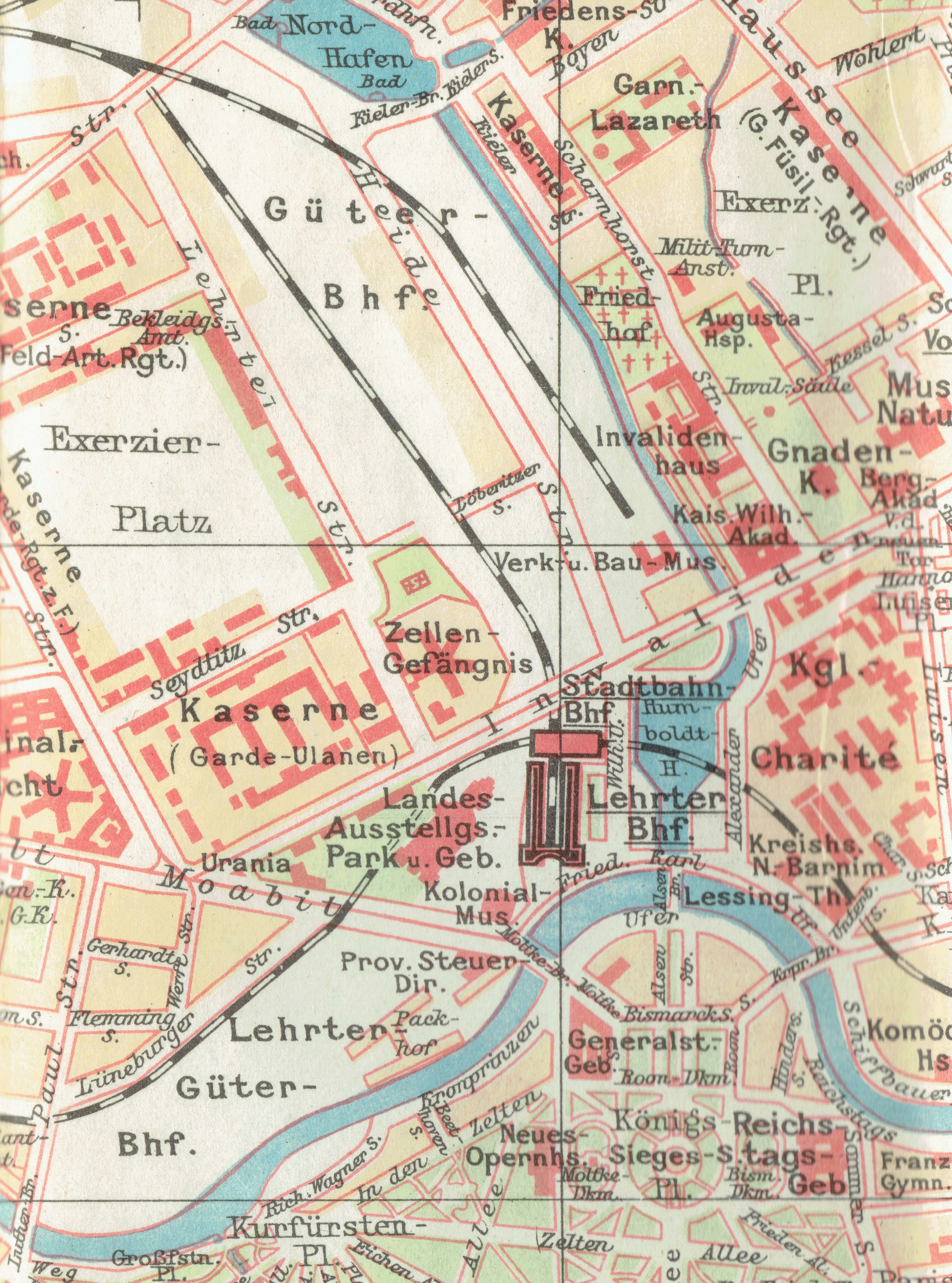
Kartenausschnitt in Berlin-Moabit, 1915

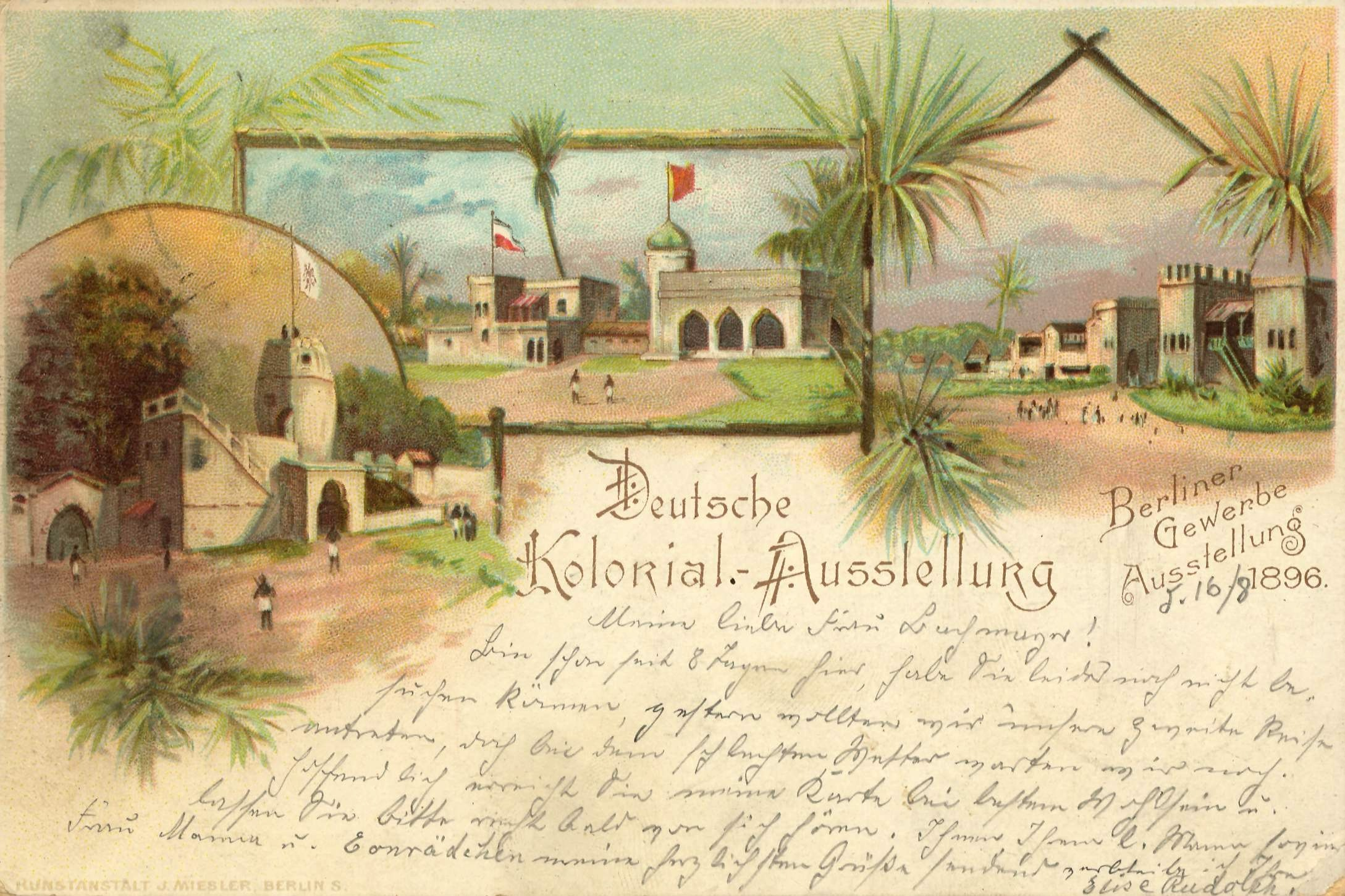
Deutsche Kolonialausstellung 1896, Vorläuferin des Kolonialmuseums

Im Herbst 1896 schloss die Berliner Gewerbeausstellung, bei der in der angeschlossenen „1. Deutschen Kolonialausstellung“ beim Berliner Publikum das Interesse an den deutschen Kolonien geweckt werden sollte. Nach dem erfolgreichen Abschluss der Ausstellung warf sich die Frage auf, was mit den mühsam zusammengetragenen Objekten passieren sollte. Die Veranstalter entschieden sich, „die in der Kolonial-Ausstellung befindliche Sammlung der aus den deutschen Kolonien stammenden Rohprodukte und aus denselben gefertigten Fabrikate auch nach dem Schluss der Ausstellung zusammenbleiben [zu lassen] und zum Grundstock eines Kolonial-Museums“ zu machen. Ziel des Museums war von Beginn an weniger eine wissenschaftliche Herangehensweise denn mehr eine propagandistische, die in der Bevölkerung ein Interesse für die deutschen Kolonien wecken sollte. Hierfür wurden modernste Ausstellungstechniken wie Fotografien, Panoramadarstellungen und der Nachbau „lebensnaher“ Szenen eingesetzt.
Durch die Förderung Adolph von Hansemanns und die Unterstützung durch die Kolonialabteilung des Auswärtigen Amtes konnte Kaiser Wilhelm II. am 13. Oktober 1899 das Deutsche Kolonialmuseum im Gebäude des ehemaligen Marine-Panoramas feierlich eröffnen.

### Aufbau der Ausstellung
Der Rundgang im Kolonialmuseum begann in einem repräsentativen Eingangsbereich, wo eine Büste Wilhelms II. mit dem Titel Dem Schirmherr uns’rer Kolonien den Blickfang darstellte. Erster Ausstellungsraum war der Importsaal, gefolgt vom Exportsaal. Zunächst informierte der Importsaal über die Erzeugnisse, die aus den deutschen Kolonien ins Reich verschifft wurden, wie z. B. Kautschuk, Kakao, Tropenhölzer oder Edelsteine. Im Exportsaal wurden Produkte ausgestellt, die deutsche Unternehmen in die Kolonien ausführten, wie Düngemittel, Tropenmedizin, Draht oder Maschinen. Aus diesen Räumen sollte, nach den ursprünglichen Plänen, bis 1920 ein Exportmusterlager entwickelt werden.

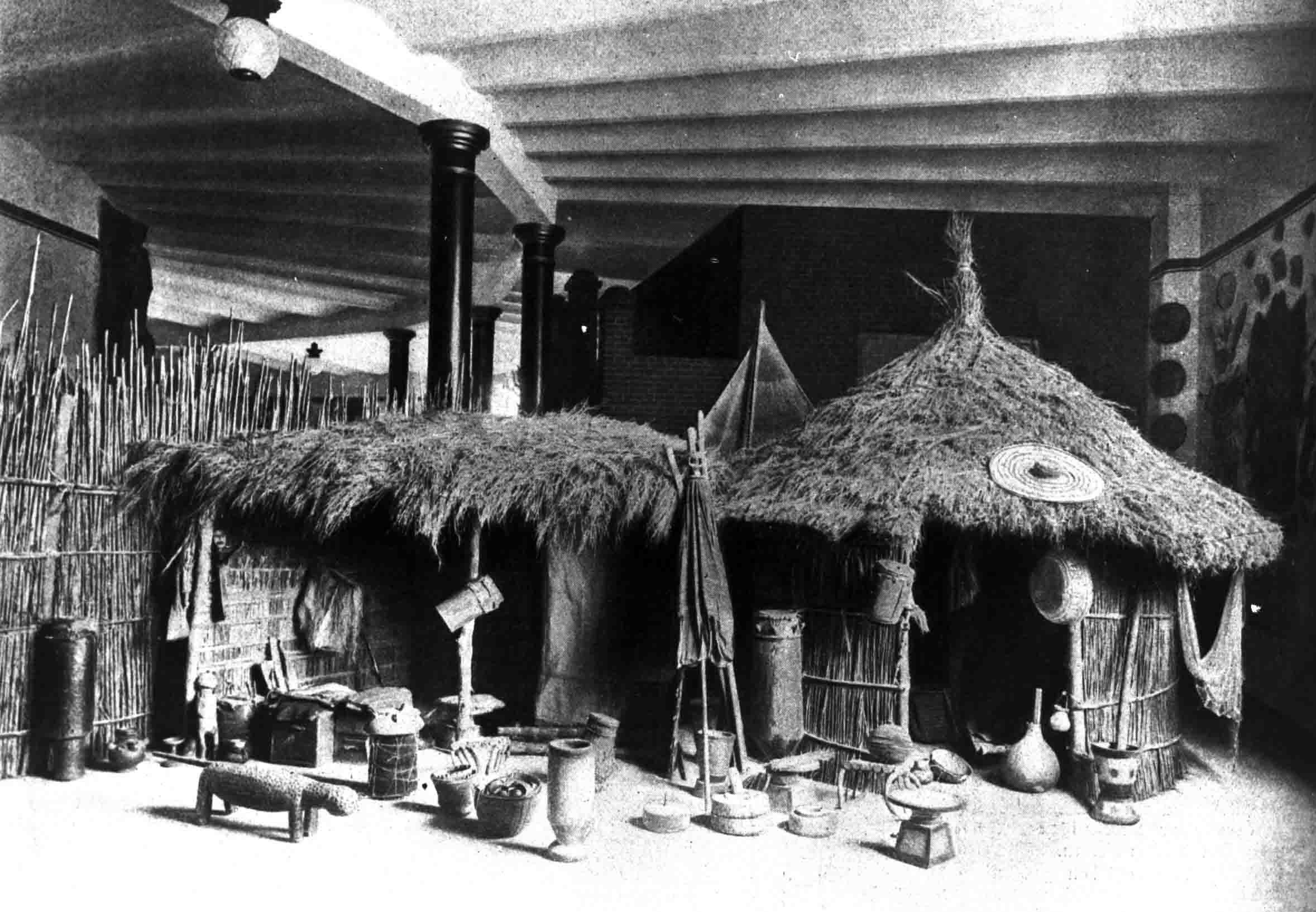
Hütten aus Togo im Deutschen Kolonialmuseum

Hauptattraktion war der in der Mitte des großen Kuppelgebäudes befindliche Nachbau des ostafrikanischen Rufiji-Flusstals, das durch einen fließenden Wasserlauf, den der Besucher über Felsblöcke überquerte, veranschaulicht wurde. Im Erdgeschoss schloss sich eine Lesehalle an, in der man einen Blick in ausliegende Kolonialliteratur und Zeitungen aus den Kolonien werfen konnte. In anderen Räumen stellten protestantische und katholische Mission ihre Arbeit vor.
Die weiteren Museumsabteilungen waren Hygiene sowie nach einzelnen sogenannten  „Schutzgebieten“ aufgeteilte Bereiche Geographie, Geschichte, Statistik und Koloniales Leben. In der Deutsch-Kamerun-Abteilung konnte man den Nachbau einer Veranda einer Unteroffiziersmesse betreten, die als Panorama den Blick von Douala auf den Atlantik bot. In der Togo-Abteilung konnte man originalgetreue Häuser besichtigen, bei Deutsch-Südwestafrika fand sich ein Herero-Lager. Kiautschou war durch chinesisches Straßenleben und eine Aussicht auf die Bucht mit Marineschiffen vertreten. Der Bereich Deutsch-Neuguinea bot u. a. ein Küstenpanorama, Hütten bzw. Pfahlhäuser mit allerlei Gebrauchsgegenständen und regionaltypische Boote samt Angeln und Netzen.
Viele Einzelstücke ergänzten die jeweiligen Abteilungen. Darunter waren Beutestücke aus den Kolonien (z. B. der Stuhl Hendrik Witboois) und koloniale Memorabilia, wie die Flagge, die Adolf Lüderitz einst in Angra Pequena hisste. Neben diesen historischen Objekten veranschaulichten ausgestopfte Tiere, Fotografien oder Reliefkarten der Städte Swakopmund, Daressalam und Neu-Langenburg die Facetten der kolonialen Regionen.
Das Deutsche Kolonialhaus betrieb im Kolonialmuseum ein Café, in dem Lebensmittel aus den Überseegebieten serviert wurden.

### Weitere Entwicklung
1900 geriet die Aktiengesellschaft „Deutsches Kolonialmuseum“ unter dem Aufsichtsratsvorsitzenden Hans Lothar von Schweinitz in die Hände der Deutschen Kolonialgesellschaft, die fortan bis zur Schließung des Museums alle Entscheidungen traf. Bereits 1906 geriet das Kolonialmuseum erstmals wegen roter Zahlen in die Schlagzeilen. Die Eintrittsgelder deckten die Betriebskosten nicht voll und es wurde beschlossen, dass das Kolonialmuseum Geld aus den Fördertöpfen des Völkerkundemuseums erhält. Dessen Direktor Felix von Luschan schrieb 1906:

„Nicht besonders berechnet habe ich […] das jetzt am Lehrter Bahnhof bestehende Kolonial-Museum. Dieses soll einem angeblichen Wunsche Seiner Majestät des Kaisers entsprechend zunächst nur für Schulen usw. erhalten bleiben und muss aus vielfachen Gründen dem Königlichen Museum für Völkerkunde […] angegliedert werden. Ich denke, dass man dieses Museum als Kolonial-Panorama irgendwie in eine Ecke unseres Neubaus so hineinlegen könne, dass es unseren sonstigen Betrieb nicht stört.“

Die erwähnte Zusammenlegung fand nie statt. 1911 meldete die Deutsche Kolonialzeitung, dass seit der Eröffnung 1899 481.259 Besucher das Museum besichtigt hätten und 2.931 Vorträge gehalten worden seien.
Wie erfolgreich das Museum bei der breiten Bevölkerung tatsächlich ankam, bleibt unklar. Das Deutsche Kolonialmuseum kam nicht wieder in die schwarzen Zahlen, und so erfolgte 1915, aus finanziellen Gründen, die Schließung. Das Gebäude wurde ab 1917 von einer Maschinenfabrik genutzt und 1928 abgebrochen.
Teile der Bestände (insgesamt 3.342 Objekte) gelangten 1917 durch Verkauf ins Stuttgarter Linden-Museum. Die übrigen, beinahe 70.000 Ausstellungsstücke wurden vermutlich in der Weimarer Republik im Archiv des Ethnologischen Museums eingelagert und im Zweiten Weltkrieg als Beutekunst in die Sowjetunion ausgeführt.